# 1996年義大利大選

各選區選舉結果

1996年義大利大選在1996年4月21日舉行，選出義大利共和國第13屆議會成員。中左派政黨聯盟橄欖樹在這次選舉中取得勝利，使得選舉後形成了以羅馬諾·普羅迪為總理的政府。